# Singles número um na Radio Songs em 2013
A seguir apresenta-se a lista dos singles que alcançaram o número um da Radio Songs no ano de 2013. A Radio Songs é uma tabela musical publicada semanalmente pela revista musical norte-americana Billboard. Os seus dados são recolhidos pelo serviço de mediação de vendas e audiência de música Nielsen SoundScan, baseando-se em cada airplay semanal que uma determinada canção tem nas principais estações de rádio dos Estados Unidos.

## Histórico
| Data            | Canção                     | Artista(s)                                       | Airplay (em milhões) | Notas de rodapé |
| --------------- | -------------------------- | ------------------------------------------------ | -------------------- | --------------- |
| 5 de Janeiro    | "Locked Out of Heaven"     | Bruno Mars                                       | 140                  | [ 1 ] [ 2 ]     |
| 12 de Janeiro   | "Locked Out of Heaven"     | Bruno Mars                                       | 140                  | [ 3 ] [ 4 ]     |
| 19 de Janeiro   | "Locked Out of Heaven"     | Bruno Mars                                       | 149                  | [ 5 ] [ 6 ]     |
| 26 de Janeiro   | "Locked Out of Heaven"     | Bruno Mars                                       | 146                  | [ 7 ] [ 8 ]     |
| 2 de Fevereiro  | "Locked Out of Heaven"     | Bruno Mars                                       | 146                  | [ 9 ] [ 10 ]    |
| 9 de Fevereiro  | "Locked Out of Heaven"     | Bruno Mars                                       | 141                  | [ 11 ] [ 12 ]   |
| 16 de Fevereiro | "Locked Out of Heaven"     | Bruno Mars                                       | 135                  | [ 13 ] [ 14 ]   |
| 23 de Fevereiro | "I Knew You Were Trouble." | Taylor Swift                                     | 133                  | [ 15 ] [ 16 ]   |
| 2 de Março      | "I Knew You Were Trouble." | Taylor Swift                                     | 135                  | [ 17 ] [ 18 ]   |
| 9 de Março      | "I Knew You Were Trouble." | Taylor Swift                                     | 131                  | [ 19 ] [ 20 ]   |
| 16 de Março     | "I Knew You Were Trouble." | Taylor Swift                                     | 126                  | [ 21 ] [ 22 ]   |
| 23 de Março     | "Thrift Shop"              | Macklemore & Ryan Lewis com participação de Wanz | 120                  | [ 23 ] [ 24 ]   |
| 30 de Março     | "Thrift Shop"              | Macklemore & Ryan Lewis com participação de Wanz | 118                  | [ 25 ] [ 26 ]   |
| 6 de Abril      | "When I Was Your Man"      | Bruno Mars                                       | 132                  | [ 27 ] [ 28 ]   |
| 13 de Abril     | "When I Was Your Man"      | Bruno Mars                                       | 142                  | [ 29 ] [ 30 ]   |
| 20 de Abril     | "When I Was Your Man"      | Bruno Mars                                       | 149                  | [ 31 ] [ 32 ]   |
| 27 de Abril     | "When I Was Your Man"      | Bruno Mars                                       | 149                  | [ 33 ] [ 34 ]   |
| 4 de Maio       | "When I Was Your Man"      | Bruno Mars                                       | 142                  | [ 35 ] [ 36 ]   |
| 11 de Maio      | "Stay"                     | Rihanna com participação de Mikky Ekko           | 125                  | [ 37 ] [ 38 ]   |
| 18 de Maio      | "Stay"                     | Rihanna com participação de Mikky Ekko           | 136                  | [ 39 ] [ 40 ]   |
| 25 de Maio      | "Just Give Me a Reason"    | P!nk com participação de Nate Ruess              | 136                  | [ 41 ] [ 42 ]   |
| 1 de Junho      | "Mirrors"                  | Justin Timberlake                                | 141                  | [ 43 ] [ 44 ]   |
| 8 de Junho      | "Mirrors"                  | Justin Timberlake                                | 151                  | [ 45 ] [ 46 ]   |
| 15 de Junho     | "Mirrors"                  | Justin Timberlake                                | 154                  | [ 47 ] [ 48 ]   |
| 22 de Junho     | "Mirrors"                  | Justin Timberlake                                | 159                  | [ 49 ] [ 50 ]   |
| 29 de Junho     | "Mirrors"                  | Justin Timberlake                                | 154                  | [ 51 ] [ 52 ]   |
| 6 de Julho      | "Mirrors"                  | Justin Timberlake                                | 154                  | [ 53 ] [ 54 ]   |
| 13 de Julho     | "Mirrors"                  | Justin Timberlake                                | 143                  | [ 55 ] [ 56 ]   |